# Mirdza Martinsone
Mirdza Martinsone, née le 16 août 1951 à Riga, est une actrice de théâtre et cinéma lettone.

## Biographie
Mirdza Martinsone naît à Riga. Après ses études secondaires à l'école n°7 de Riga, en 1969, elle entame une formation au studio d'acteur de cinéma au sein du Riga Film Studio. Diplômée en 1971, elle poursuit ses études à la faculté de théâtre du Conservatoire de Lettonie et commence à se produire la même année sur scène du théâtre Dailes. Elle finit sa formation en 1974.
Jānis Streičs lui offre son premier petit rôle au cinéma dans Šauj manā vietā. Elle accède à la consécration pour le rôle principal dans le drame télévisé Mirage d'après le roman The World in my Pocket de James Hadley Chase porté à l'écran par Aloizs Brenčs en 1983.

## Filmographie
- 1975 : The Arrows of Robin Hood (Стрелы Робин Гуда) de Sergueï Tarassov : Lady Anna
- 1982 : Le Riche et le Pauvre (Turtuolis, vargšas...) d'Arūnas Žebriūnas : Kate
- 1982 : Les Cloches rouges 2 (Красные колокола. Фильм 2) de Sergueï Bondartchouk : Bessie Beatty
- 1983 : Mirage (Mirāža) d'Aloizs Brenčs : Jinn